# Scorpio (I Cavalieri dello zodiaco)
Scorpio (蠍座のミロ?, Sukōpion no Miro) è uno dei personaggi della serie manga e anime I Cavalieri dello zodiaco ideata da Masami Kurumada.
È il cavaliere d'oro appartenente alla costellazione dello Scorpione.
Nell'edizione italiana del manga viene chiamato Milo dello Scorpione, traduzione fedele del nome originale, mentre nel doppiaggio della Mediaset, invece, ci si riferisce a lui con il nome latino della sua costellazione, ovvero Scorpio.

## Creazione e concezione
Al momento di realizzare i dodici Gold Saints, Kurumada aveva già deciso che uno di essi avrebbe dovuto essere il maestro di Hyoga: inizialmente la scelta ricadde proprio su Milo e infatti, nella prima pubblicazione del manga sul mensile Weekly Shonen Jump, è possibile vedere l'ombra di quest'ultimo in due momenti: quando Hyoga ripensa al suo allenamento in Siberia e al momento del suo risveglio alla Casa di Bilancia. A causa della difficoltà di dare a Milo delle tecniche legate ai ghiacci, Kurumada cambiò idea e quando il manga venne pubblicato in volumetto i disegni vennero modificati, sostituendo le ombre di Milo con quelle di Camus, che così divenne a tutti gli effetti il maestro di Hyoga.
Nonostante il cambio alcune tracce dell'idea originale sono rimaste nella serie: durante lo scontro tra Hyoga e Milo, infatti, non è un caso che sia proprio quest'ultimo a rivelare al Bronze Saint la verità sull'arrivo di Camus alla Casa della Bilancia. Sempre nella stessa battaglia Kurumada sottolinea una certa sintonia tra Milo e Camus, suggerendo che i due possano essere amici. Quest'amicizia, seppur velata nel manga, è stata approfondita e confermata nella trilogia OAV su Hades, in Episode G e nella serie ONA Saint Seiya: Soul of Gold.

## Biografia

### Serie classica
Milo compare per la prima volta dopo la sconfitta dei Silver Saints quando, convocato al Grande Tempio, viene incaricato dal Grande Sacerdote di recarsi in Giappone per uccidere i Bronze Saints al servizio di Saori Kido. Sebbene riluttante all'idea di sfidare avversari di basso rango, Milo accetta la missione salvo poi essere destituito dall'incarico che viene affidato ad Aiolia del Leone, desideroso di riscattare il "tradimento" commesso dal fratello Aiolos del Sagittario.
Quando Seiya e Shiryu raggiungono l'ottava casa Milo ha facilmente ragione di loro ma prima di scagliare il colpo di grazia viene interrotto da Hyoga, appena liberatosi con l'aiuto dei suoi amici dalla bara di ghiaccio eretta da Camus alla casa precedente. Milo mette sin da subito in difficoltà il Cavaliere del Cigno colpendolo più volte con la Scarlet Needle: a un passo dalla morte, però, Hyoga trova la forza per lanciare un attacco con cui congela la Gold Cloth di Milo. Resosi conto che senza la sua armatura avrebbe perso il duello e la vita e stupito dalla fedeltà di Hyoga verso Atena, Milo decide di salvare il suo avversario permettendogli di proseguire verso le case successive; in seguito, dopo aver scoperto la malvagità del Grande Sacerdote e la sua vera identità (cioè Saga dei Gemelli), Milo si schiera dalla parte di Saori Kido, reincarnazione di Atena, e dona il suo sangue per riparare l'armatura di Hyoga.
Quando Poseidone rapisce Atena e la porta nel suo regno sottomarino, Milo vorrebbe intervenire in soccorso della Dea ma rimane al Grande Tempio per ordine di Dohko della Bilancia; poco tempo dopo, durante la guerra sacra tra Atena e Ade, mette alla prova Kanon, fratello di Saga, colpendolo con quattordici Scarlet Needle per verificare se sia davvero passato dalla parte di Atena. Dopo aver appreso della morte di Shaka della Vergine per mano di Camus, Shura del Capricorno e Saga, resuscitati da Ade e trasformati in suoi servitori, Milo scende dall'ottava alla sesta casa per fronteggiare i tre Gold Saints traditori, arrivando a scagliare contro di loro l'Atena Exclamation con Aiolia e Mu. Sconfitto da Rhadamante della Viverna e gettato nel Cocito, Milo si libera per poi recarsi alla Giudecca dove, insieme a tutti gli altri Gold Saints, si sacrifica per distruggere l'immenso Muro del Pianto e permettere a Hyoga e agli altri Bronze Saints di raggiungere Atena nell'Elisio.

#### Adattamento anime
Nell'adattamento anime realizzato negli anni ottanta le vicende che riguardano Milo sono sostanzialmente le stesse; l'unica differenza sta nel fatto che, prima della battaglia alle Dodici Case, viene inviato sull'isola di Andromeda per sterminarne gli abitanti, visto che si erano rifiutati di seguire gli ordini del Grande Sacerdote. In questa occasione uccide Albione, maestro di Shun nell'anime (nel manga questo ruolo è coperto da Dedalus di Cefeo), e molti dei suoi discepoli per poi radere al suolo l'intera isola.; in seguito, durante la battaglia tra Shun e Aphrodite dei Pesci, quest'ultimo rivela che fu lui a uccidere Albiore, colpendolo di nascosto mentre era impegnato ad affrontare Milo. Nel manga Milo non viene inviato sull'isola poiché il Grande Sacerdote affida l'incarico al solo Aphrodite.

### Episode G

Milo (dietro Aiolia) sulla copertina di un volume del manga Episode G

In Episode G, ambientato tempo dopo il tradimento di Aiolos del Sagittario e poco prima dell'inizio della storia narrata nella serie classica, Milo fa ritorno al Grande Tempio e viene messo al corrente della minaccia di Crono e dalla sua armata di Titani. Durante le varie battaglia ha l'occasione di sconfiggere Ettore, eroe troiano della guerra di Troia ucciso da Achille e riportato in vita da Ponto, per poi essere teletrasportato da Mu dell'Ariete nel mondo dei Titani insieme ad altri quattro suoi compagni (Camus, Aldebaran del Toro, Shura e Shaka), per soccorrere Aiolia. Qui, insieme all'amico Camus, fronteggia il gigante Margarites Draco, una delle tre guardie del corpo di Crono. Per sconfiggerlo Camus decide di fare da esca, permettendo a Milo di concentrare tutto il suo cosmo per lanciare insieme quindici Scarlet Needle alla massima potenza. Il piano va a buon fine e, una volta che Milo riesce a colpire il nemico, quest'ultimo viene poi ucciso definitivamente da Camus con l'Aurora Execution.

### Saint SeiyaNext Dimension
In Next Dimension, sequel canonico del manga classico, che alterna gli avvenimenti del passato (la guerra del XVIII secolo contro Ade) con quelli del presente (cioè nel XX secolo, dopo la sconfitta del Dio nell'Oltretomba al termine della serie classica), Milo, insieme agli altri 11 Gold Saints della sua epoca, compare in una sequenza del manga, sotto forma di spirito, per aiutare Atena e Shijima della Vergine a uscire da una distorsione spazio-temporale.

### Saintia Sho
In Saintia Sho - Le Sacre Guerriere di Atena, che funge da spin-off del manga di Kurumada, Milo compare sin dai primi capitoli. Cinque anni prima dell'inizio della storia salvò le allora bambine Kyōko e Shōko dal primo tentativo di Ate della Rovina di rapire quest'ultima per farne il ricettacolo di Eris.
Parallelamente alla Galaxian War della serie classica, Milo interviene in soccorso di Shōko, entrata a far parte delle Saintia, il sottogruppo dell'esercito della Dea Atena. Dopo aver ucciso facilmente Phonos di Murder si dirige verso il giardino dell'Eden con l'intento di impedire la rinascita di Eris. Nel corso delle varie battaglie si confronta con Ate e Rigel di Orion e infine si vede costretto a uccidere Kyōko, che aveva imprigionato nel suo corpo l'anima di Eris, impedendo la rinascita della Dea. Dopo la battaglia alle Dodici Case con i Bronze Saint Milo si schiera con Atena, assistendola nella battaglia contro Eris.

### Soul of Gold
Nella serie ONA Soul of Gold, dopo aver distrutto il Muro del Pianto, tutti i Gold Saints (Milo compreso) vengono misteriosamente riportati in vita come Einherjar nei territori di Ásgarðr con l'obbiettivo di ostacolare il nuovo celebrante di Odino, Adreas Riise, e i suoi God Warrior (o Cavalieri di Asgard). Combatte con Camus, passato dalla parte dei nemici per estinguere un debito con Surt di Eikthyrnir, e in seguito, impugnando il pugnale deicida con cui Atena si tolse la vita dopo l'attacco di Ade al Grande Tempio, riesce a risvegliare il God Cloth (o Armatura divina), distruggendo una delle tre radici principali dell'albero Yggdrasil. A causa dell'eccessivo sforzo, però, cade a terra privo di forze e il suo corpo viene catturato dalle radici di Yggdrasil.
Nel prosieguo della serie si scopre che è stato Odino a riportare in vita i Gold Saints ad Asgard allo scopo di fermare Andreas Riise che, controllato da Loki, intende utilizzare Yggdrasil per far rinascere la lancia Gungnir, un'arma divina dal potere sconfinato. Milo, che era stato catturato dalle radici di Yggdrasil, riappare nella battaglia finale contro Loki, quando, insieme a tutti i Gold Saints, interviene per soccorrere Aiolia e Aiolos. Grazie a dei petali intrisi del sangue di Atena e inviati proprio dalla Dea dall'Elisio, i dodici risvegliano i loro rispettivi God Cloths definitivi, sconfiggono Loki e salvano Asgard. Prima di lasciare ancora una volta il mondo dei vivi, i Gold Saints vengono contattati da Poseidone che, risvegliato dal cosmo dei dodici, si offre di usare la propria forza divina per inviare i Gold Cloths in aiuto dei cinque Bronze Saints, impegnati a combattere Ade nell'Elisio.

#### Episodio Zero-Saint Seiya Final Edition
Nell'edizione finale del manga di Saint Seiya la Saint Seiya Final Edition, Milo appare brevemente anche nel capitolo Episodio 0, ambientato circa 13 anni prima degli eventi della battaglia alle 12 case dello zodiaco. Qui un giovanissimo Milo dello Scorpione con addosso l'armatura d'oro, è in cima al Santuario di Atena insieme agl'altri 11 Gold Saint, è viene inviato dal Gran Sacerdote Shion, in un viaggio intorno al mondo in modo che Milo faccia esperienza, poiché i Gold Saint essendo molto giovani hanno poca esperienza, è così Milo parte per questo viaggio in giro per il mondo.

## Personaggio

### Aspetto e personalità
Milo ha l'aspetto di un giovane uomo dai capelli lunghi e biondi e gli occhi azzurri; data tuttavia l'eccessiva preponderanza di toni giallo oro nel design dell'autore, nell'anime il personaggio ha subito un cambio di tinta per avere un contrasto maggiore, venendo raffigurato con i capelli di colore viola. Questa colorazione è stata mantenuta anche nelle successive opere derivate dal manga di Kurumada, come gli OAV della serie Hades, gli ONA Soul of Gold. In Soul of Gold, quando non indossa il Gold Cloth dello Scorpione, Milo indossa una maglietta rossa abbinata a giacca, pantaloni e scarpe nere.
Nella sua filosofia la fedeltà viene prima di tutto ed è unita a un forte senso del dovere che però lascia spazio al dubbio: infatti, nonostante sia uno dei primi Gold Saints a rispondere alla chiamata del Grande Sacerdote, non sembra condividere le idee del suo superiore, arrivando persino a chiedersi se valga la pena fidarsi di quest'ultimo. Durante il combattimento con Hyoga, commosso dal coraggio del Bronze Saint, i dubbi di Milo aumentano fino a fargli prendere la decisione di lasciare in vita il suo avversario e lasciarlo proseguire verso le restanti Dodici Case. È inoltre un personaggio molto orgoglioso: quando compare per la prima volta, infatti. ammette che preferirebbe non combattere contro i Bronze Saints perché la differenza di forze in campo sarebbe tale da infangare il suo onore e quello dei suoi parigrado.
Sembra essere molto amico di Camus: la loro amicizia viene sottolineata più volte, ma non ci sono prove concrete al riguardo nel manga classico. La cosa è stata invece parzialmente chiarita in Episode G in cui Milo, parlando con Shaka, dichiara proprio che Camus è suo amico e che vorrebbe portargli indirettamente aiuto risolvendo una missione di Aiolia.

### Cloth
Come tutti i Cavalieri di Atena anche Milo indossa un Cloth (o Sacra Armatura), più precisamente il Gold Cloth (o Armatura d'oro) dello Scorpione. Questa armatura rappresenta uno scorpione con la coda sollevata pronto a pungere.
In Saint Seiya: Soul of Gold, impugnando il pugnale deicida con cui Atena si tolse la vita dopo l'attacco di Ade al Grande Tempio, Milo riesce a far evolvere temporaneamente il suo Gold Cloth in God Cloth (o Armatura divina): esso copre quasi totalmente la superficie del corpo di Milo ed è dotata di ali. Nell'epilogo dello scontro con Loki, grazie a dei petali intrisi del sangue di Atena, Milo riesce a risvegliare anche il God Cloth definitivo, che dura più a lungo di quello precedente.
Una versione in parte ridisegnata del Gold Cloth dello Scorpione compare nel film remake La leggenda del Grande Tempio, dove mostra forme estetiche in parte basate sulla versione classica e in parte del tutto nuove: l'elmo è a casco, con la coda sempre presente ma meno visibile, e una protezione per la bocca, che in caso di bisogno può allungarsi a coprire anche gli occhi, chiudendo del tutto il viso.

### Tecniche e abilità
In qualità di Gold Saint, e quindi facente parte dell'élite dell'esercito della Dea Atena, Milo possiede il Settimo senso, abilità che gli permette di muoversi e di lanciare attacchi alla velocità della luce; nell'enciclopedia Taizen, inoltre, viene specificato che i suoi colpi hanno una precisione impressionante.
 Di seguito vengono riportare le tecniche usate dal personaggio nel corso dei vari manga e anime:
- Restriction (リストリクション?, Risutorikushon, letteralmente "Restrizione"): tecnica che paralizza l'avversario per alcuni minuti. Viene lanciata tramite delle onde mentali che colpiscono il nemico[36] Nel doppiaggio italiano questa tecnica è stata chiamata Onde di Scorpio.[6]
- Solo nell'anime Milo utilizza contro Seiya e Shiryu una tecnica, ribattezzata Sacro Scorpio, che gli consente di rimandare al mittente un attacco nemico; l'attacco è abbastanza efficace da travolgere il Pegasus Ryu Sei Ken del Bronze Saint ormai prossimo alla velocità della luce e scagliarlo violentemente contro una colonna dell'Ottava casa.
- Scarlet Needle (スカーレット ニードル?, Sukāretto Nīdoru, letteralmente "Pungiglione scarlatto"): Milo colpisce i centri nervosi dell'avversario con l'unghia dell'indice destro, che cresce assumendo un colore rosso[37], infliggendogli dolori terribili e gravi emorragie. La Scarlett Needle è un colpo letale ma per uccidere l'avversario sono necessarie anche fino a quindici punture (una per ogni stella della costellazione dello Scorpione)[11]; in più di un'occasione, inoltre, Milo ha dimostrato di essere in grado di annullarne l'effetto.[9][14] Nel doppiaggio italiano questa tecnica è stata tradotta Cuspide Scarlatta.[6]
  - Scarlet Needle - Antares (スカーレット ニードルアンタレス?, Sukāretto Nīdoru Antaresu, letteralmente "Ago Scarlatto - Antares"): è l'ultimo dei quindici colpi, potenzialmente fatale per l'avversario.[12] Nel doppiaggio italiano questa tecnica è stata tradotta Ago della cuspide, Antares.[6]

Oltre a queste tecniche Milo è in grado di utilizzare l'Athena Exclamation  (アテナ・エクスクラメーション?, Atena Ekusukuramēshon, Urlo di Atena nel doppiaggio italiano): essa, effettuabile solo da tre Gold Saints contemporaneamente, consiste in una ondata di energia dotata tuttavia di uno spaventoso potere distruttivo, paragonabile a quello del Big Bang.

## Apparizioni in altri media
Oltre ai manga e agli anime, Milo compare in tre film. In L'ultima battaglia viene ucciso facilmente dai Demoni di Lucifero. Questa pellicola non è in continuità con la serie classica.

Fa anche una breve apparizione in Le porte del paradiso (2005), ambientato dopo le battaglie contro Ade, dove viene punito per le sue azioni contro gli Dei e imprigionato, insieme agli altri Gold Saints (con l'eccezione di Aiolos), in una specie di scogliera d'ambra sulla Terra in stato di totale incoscienza. Inizialmente, questo film avrebbe dovuto essere l'inizio del seguito ufficiale della serie classica, con il benestare di Masami Kurumada, che aveva scritto un breve capitolo di prologo. Tuttavia, a seguito dello scarso successo del film al cinema, Le porte del paradiso venne successivamente disconosciuto dal mangaka, alludendo anche al fatto che molti elementi da lui proposti per la trama non furono usati dal regista Yamaguhi.

Nel film in CGI I Cavalieri dello zodiaco: La leggenda del Grande Tempio (2014), che ri-narra la battaglia alle Dodici Case, con modifiche alla trama e al design dei personaggi, le vicende di Milo sono diverse. Innanzitutto appare in una versione femminile di sé stesso, raffigurata con capelli e occhi rossastri e con un Gold Cloth foggiato per rappresentare realisticamente il carapace di uno scorpione vero. Altra differenza è il cambio di avversari: mentre nel manga combatte Hyoga, nel film, coadiuvato da Shura del Capricorno, ostacola Seiya e Shun alla casa del Sagittario.

## Errori sul personaggio presenti in Saintia Sho e Episodio G
- Nello spinoff Saintia Sho, Milo durante gli eventi prima della scalata alle 12 case dello zodiaco, utilizza Antares contro un avversario, nel manga classico e anime classico(doppiaggio originale Giapponese), Milo dice che utilizza per la prima volta in assoluto Antares contro Hyoga(durante gli eventi delle 12 case). Quindi le cose non coincidono.[39][40]
- Nel manga di Saint Seiya, Milo dice (quando combatte contro Hyoga) che fino ad allora i suoi avversari avevano sempre ceduto dopo 5 o 6 delle sue punture dello Scorpione(Scarlett Needles). Però in Saintia Sho, prima di questo evento, Milo utilizza tutte é 15 le punture dello Scorpione. Le cose non coicidono.[40]
- I precedenti due punti, sono un errore anche in Episodio G di Megumu Okada.[41]
- In Saintia Sho, in alcuni dialoghi nei vari volumi, Milo fa capire che prova dei dubbi sul Sacerdote e sui Bronze Saint a Tokyo e le Saintie, mostrando chiaramente che ha delle perplessità su di loro, ma nel manga originale, c'è un dialogo (ambientato proprio in quel periodo) dove Milo fa capire abbastanza chiaramente di non essere informato sui Bronze Saint traditori e degli altri eventi in Giappone.[42]